# Thorfinn Einarsson
Thorfinn Ier Einarsson  (en vieux-norrois : Þorfinnr hausakljúfr, c'est-à-dire Thorfinn le fendeur de crânes), mort vers 977, fut un comte des Orcades de 920 à 977. 

## Origine
Thorfinn Hausakljufr est le troisième fils du Jarl Torf-Einarr auquel il succède vers 920 conjointement avec ses deux frères aînés Arnkell et Erlend Ier Einarsson.

## Règne
Thorfinn demeure seul Jarl en 954 après la mort lors de bataille de Stainmore aux confins du Yorkshire de Arnkell et d'Erlend qui sont tués aux côtés d'Eric Ier de Norvège. Selon la formule de Jean Renaud le Jarl « gouvernait d'une façon que son surnom de « Fendeur de crânes » laisse imaginer ».
Thorfinn reçoit aux Orcades Gunnhild Ossursdotter, la veuve du roi Éric qui s'était enfuie avec ses enfants et les richesses accumulées en Angleterre. Arnfinnr, le fils aîné de Thorfinn, épouse à cette occasion Ragnhild la fille du roi Erik Blodøks.
Mettant à profit cette alliance les fils d'Eric s'emparent des Orcades où ils séjournent en 976-977. Le vieux Jarl meurt de vieillesse vers 977 et il est inhumé à Haugaeid, aujourd'hui Howe of Hoxa, sur la côte nord-ouest de South Ronaldsay.

## Union et postérité
Thorfinn avait épousé Grelöð (gaélique : Gruaidh) la fille de Dungaðr (gaélique Donnchaidh) mormaer Celto-Norvégien du Caithness le couple laisse deux filles et cinq fils dont quatre seront successivement Jarls des Orcades :
- Arnfinn Thorfinnsson  † 978 ;
- Havarðr bonnes années † 979 ;
- Ljótr † 980 ;
- Hlöðvir † 987 ;
- Skúli † vers 980 ;
- une fille-mère de Einarr kliningr (i.e pain-beurré) ;
- une fille-mère de Einarr harðkjöptr (i.e gueule dure).